# Interlingva nyelv
Az interlingua vagy interlingva (saját neve interlingua vagy interlingua de IALA) egy prototípus-módszerrel szerkesztett naturalista mesterséges nyelv, melyet az International Auxiliary Language Association (Nemzetközi Segédnyelv Egyesület) készített Alexander Gottfried Gode von Aesch (1907–1970) vezetésével; a végleges változat – közel negyed évszázados munka után – 1951-ben készült el. Szerkesztésekor a mai nyelvekben is élő elemek prototípusát (eredeti hangalakját) keresték meg a latin alapján, így a nyelvet első olvasatra általában bárki megérti, aki latinul tud vagy ismeri valamelyik újlatin nyelvet. Leegyszerűsítve, az interlingva lényegében egy „újlatin átlagnyelv”.
1957-ben alakult meg az Union Mundial pro Interlingua (UMI – Interlingua Világszervezet). 1967-ben az ISO elismerte, mint a nemzetközi terminológia számára alkalmas nyelvet. Rendszeresen jelennek meg folyóiratok, szakkönyvek és egyéb publikációk a nyelven. Beszélőinek számát néhány száz és néhány ezer közöttire becsülik.

## Alapeszme
A tudomány, technológia, kereskedelem, diplomácia és a művészetek fejlődése, a görög és latin történelmi dominanciája egy óriási közös szókincset eredményeztek a nyugati nyelvekben. Az interlingva kidolgozásakor egy tárgyilagos eljárást alkalmaztak arra, hogy a legelterjedtebb szógyököket vagy szavakat válasszanak ki egy fogalomra, amelyekből a kontrollnyelvek (angol, francia, olasz, spanyol és portugál) és a másodlagos referencianyelvek (német és orosz) alapján a nyelv szókészlete felépíthető. A legtöbb kontrollnyelvben egyszerre megtalálható nemzetközi gyökök kerültek bele a szókészletbe, valamint más nyelvek olyan elemei, amelyek nemzetközi szinten a legtöbb nyelvben már meghonosodtak (nemzetközi szavak), például ilyen a japán geisha (gésa) és samurai (szamuráj), az arab califa (kalifa), az ausztrál őslakos kanguru (kenguru) és a finn sauna (szauna).
Az interlingva egyesíti ezt az alap szókészlet egy minimális nyelvtannal, mely szintén a kontrollnyelveken alapul. Ha valaki beszél egy újlatin nyelvet, vagy felszínesen ismeri és rendelkezik a nemzetközi szókinccsel, könnyedén megértheti és beszélheti az interlingvát. A nyelv ily módon azonnal érthető, ezért könnyű megtanulni. A más nyelven beszélőknek sem nehéz megtanulniuk a nyelvet, köszönhetően az egyszerű nyelvtannak és szabályos szóképzésének, mely aránylag kevés tövet és toldalékot használ.
Aki már egyszer megtanulta az interlingvát, annak sokkal gyorsabban és könnyebben megy más rokon nyelvek tanulása, ráadásul azonnal megérti az idegen szöveget. Egy svéd diákokkal elvégzett kutatás szerint akik már tanulták az interlingvát, azok le tudtak fordítani egyszerű olasz, spanyol, portugál szövegeket. Egy másik felmérés szerint egy interlingvát tanuló osztály megértett egy spanyol szöveget, amely egy másik, 150 órát spanyolul tanult diákoknak túl nehéznek bizonyult.
Az interlingva szavak megtartják eredeti alakjukat, soha nem torzulnak el, hogy illeszkedjenek egy már létező nyelvtanhoz vagy szabályrendszerhez. Minden szó megtartja eredeti helyesírását, kiejtését és jelentését, ezért az interlingvát naturalista segédnyelvnek nevezik.

## Története
Az amerikai Alice Vanderbilt Morris az 1920-as évek elején elkezdett a nyelvészet és főleg a nemzetközi segédnyelv-mozgalom iránt érdeklődni, így 1924-ben férjével, Dave Hennen Morris-szal létrehozták az Auxiliary Language Association-t (Segédnyelv Egyesület, IALA) New Yorkban. Céljuk a nemzetközi segédnyelvek tanulmányozásának tudományos alapra való helyezése volt. Morris kifejlesztette az IALA kutatóprogramját többek között Edward Sapir, William Edward Collinson és Otto Jespersen segítségével.

### International Auxiliary Language Association
Az IALA jelentős támogatójává vált az amerikai nyelvészetnek, finanszírozta azt, így például Sapir, Collinson, és Morris Swadesh számos 1930-as és 40-es évekbeli tanulmányát. Alice Morris ezen kutatások közül számosat szerkesztett és az IALA's pénzügyi támogatásának jelentékeny részét ő biztosította. Az IALA számos tekintélyes csoporttól is kapott pénzügyi segítséget, mint például a Carnegie Corporation, a Ford Foundation, a Research Corporation és a Rockefeller Alapítvány.
A korai éveiben az IALA három feladattal foglalkozott: a világon más, hasonló célú szervezetek megtalálása; egy, a nyelvekről és az interlingvisztikáról szóló könyvtár létrehozása; és a meglevő nemzetközi segédnyelvek összehasonlítása, így például az eszperantó, Eszperantó II, ido, latino sine flexione, novial, és occidental. Az utolsó cél érdekében ezen nyelveket párhuzamosan tanulmányozták, összehasonlító tanulmányokkal a nemzeti nyelvekkel, az amerikai és európai egyetemek tudósainak irányítása alatt. Ezen nemzetközi segédnyelvek képviselőivel találkozókat szervezett, ahol megvitatták a nyelvek tulajdonságait és céljait.
A második International Interlanguage Congress (Nemzetközi Internyelv Kongresszus), melyet 1931-ben Genfben tartottak, az IALA elkezdett egy úttörést végrehajtani; 27 elismert nyelvész aláírt egy ajánlást az IALA kutatóprogramjának támogatására. További nyolc 1933-ban Rómában írta alá. Ugyanebben az évben Herbert N. Shenton professzor és Dr. Edward L. Thorndike az IALA munkájában befolyásosokká váltak azáltal, hogy az interlingvisztika terén kulcsfontosságú tanulmányokat készítettek.
Az első lépéseket az interlingva befejezése érdekében 1937-ben tették, amikor egy, 19 egyetem 24 kimagasló nyelvészéből álló bizottság publikálta a Some Criteria for an International Language and Commentary-t (Néhány kritérium egy nemzetközi nyelvhez és megjegyzés). Mindazonáltal a 2. világháború kitörése rövidre zárta a célzott kétévenkénti bizottsági ülést.

### Egy új nyelv fejlesztése
Eredetileg a szervezet nem akarta létrehozni saját új nyelvét. Célja az volt, hogy megállapítsa, melyik segédnyelv a legalkalmasabb a nemzetközi kommunikációra és hogy azt hogy lehetne hatásosan promotálni. Mindazonáltal tíz év kutatás után egyre több és több tagja azt vélte, a meglevő nyelvek egyike sem alkalmas a célra. 1937-re a tagok eldöntötték, hogy létrehoznak egy új nyelvet, mely meglepte a világ interlingvisztikai közösségét.
Erre a pontra egyensúlyba kerültek azon álláspontok, miszerint naturalista (pl. novial vagy occidental) vagy pedig szisztematikus (pl. eszperantó, ido) szókészlete legyen a nyelvnek. A háború évei alatt megerősödtek a természetest támogatók. Az első Dr. Thorndike tanulmánya volt. A természetes szókincset támogatók érve az volt, hogy a szisztematikus nyelveknél mintegy "el kell felejteni", majd újra meg kell tanulni a szavakat, hiszen szóelvonással keletkeznek. Idővel meggyőzték a szisztematikus nyelvet támogatókat.
A második világháború kitörésekor az IALA kutatócsoportja Liverpoolból New Yorkba költözött, ahol E. Clark Stillman egy új kutatócsoportot állított fel. Stillman, Dr. Alexander Gode segítségével kifejlesztett egy technológiát, mellyel kiválaszthatók a szavak az alapnyelvekből.
1943-ban Stillman elment háborús munkára és Gode lett a kutatási igazgató. Az IALA elkezdte az új ajánlott nyelv modelljeit létrehozni, melyet először Morris General Report-jában (Általános Jelentés) mutatott be, 1945-ben.
1946-tól 1948-ig a hírneves francia nyelvész, André Martinet volt a kutatási igazgató. Ez alatt az idő alatt az IALA tovább folytatta a modellek létrehozását és lefolytatott egy szavazást a végső nyelv formájának megállapítására. 1946-ban az IALA egy széles körű kérdőívet küldött több, mint 3 000 nyelvtanárnak és kapcsolódó szakembereknek három kontinensen.
Négy modellt vázoltak fel:
|  | P modell |  | erősen naturalista, nem változtatott szóformák                                |
|  | M modell |  | mérsékelten naturalista, hasonló az occidentalhoz                             |
|  | C modell |  | némileg sematikus, a novial mentén                                            |
|  | K modell |  | mérsékelten sematikus, hasonló az idohoz (kevésbé sematikus az eszperantónál) |

A kérdőív eredményei meglepőek voltak. A két sematikusabb modellt elutasították - a K-t legfőképp. A két természetes modellből az M némiképp nagyobb támogatást kapott, mint a P. Az IALA végül egy M és P közti kompromisszum mellett döntött, a C némely elemeivel.
Martinet 1948-ban a Columbia Egyetemen helyezkedett el, így Gode irányításával fejezték be az interlingva fejlesztését. Az interlingva nyelvtanát és szókincsét először 1951-ben publikálták, amikor az IALA publikálta a befejezett Interlingua: A Grammar of the International Language-t ("Interlingva: a nemzetközi nyelv nyelvtana") és a 27 000 szóból álló Interlingua–English Dictionary-t (Interlingva–angol szótár, IED). 1954-ben az IALA kiadott egy bevezető kézikönyvet, Interlingua a Prime Vista ("Interlingua első látásra") címmel.

### Siker, bukás, újjáéledés
Az interlingva egy korai gyakorlati alkalmazása a Spectroscopia Molecular tudományos hírlevél volt, melyet 1952-től 1980-ig adtak ki. 1954-ben az interlingvát használták a második World Cardiological Congress-en (Kardiológiai Világkongresszus) Washington DC-ben, mind az írott összefoglalókban, mind a szóbeli interpretációban. Néhány éven belül hasonlóan használták kilenc további hasonló orvosi kongresszuson. Az 1950-es évek közepe és az 1970-es évek vége között harminc tudományos és legfőképp orvosi újságban elérhető volt a cikkek összefoglalója interlingva nyelven. A Society for Science and the Public (Egyesület a tudománynak és a nyilvánosságnak), a Science Newsletter (Tudományos hírlevél) akkori kiadója kiadott egy havi interlingva rovatot az 1950-es évek közepe és Gode 1970-es halála között. 1967-ben az erős International Organization for Standardization, amely normalizálja a terminológiát, majdnem egyhangúlag szavazott a szótárainak interlingva-alapúságára.
Az IALA 1953-ban becsukta ugyan kapuit, de formálisan 1956-ig vagy későbbig nem lett feloszlatva. Az interlingva-támogató szerepét leginkább a Science Service vette át, amely felvette Godét, mint az igazgatója az új interlingva divíziójának. Hugh E. Blair, Gode közeli barátja és kollégája lett az asszisztense. Egy utódszervezet, az Interlingva Intézet 1970-ben lett megalapítva az interlingva támogatására az USA és Kanada területén. Az új intézet támogatta más nyelvészeti szervezetek munkáját, jelentékeny tudományos hozzájárulásokat végzett és interlingva nyelvű összefoglalót biztosított a tudományos és orvosi publikációkhoz.
Az interlingva számos, korábban más nemzetközi nyelveket támogatót vonzott, legfőképp az occidentalból és az idoból. A korábbi occidental-támogató Ric Berger hozta létre az Union Mundial pro Interlinguát (UMI) 1955-ben, és az 1950-es évek végére az interlingva iránti érdeklődés Európában nagyobb lett, mint Amerikában.
Az 1980-as évekkel kezdődően az UMI kétévenkénti interlingva találkozót szervezett (a koraiakon a tipikus résztvevőszám 50 és 100 között volt) és elindított egy kiadóprogramot, amely több, mint 100 számot adott ki. Más, interlingva nyelvű munkákat Svédország és Olaszország, míg az 1990-es években Brazília és Svájc egyetemein adtak ki. Számos skandináviai iskola olyan projektet vitt véghez, melyben az interlingvát használták a nemzetközi tudományos és intellektuális szókincs megtanítására.
2000-ben az Interlingva Intézetet feloszlatták az UMI-val való támogatási vitában; az American Interlingua Society (Amerikai interlingva egyesület), amelyet a következő évben hoztak létre folytatta az intézet munkáját.

### A keleti blokkban
Az interlingvát beszélték és támogatták a szocialista országokban, annak ellenére, hogy megpróbálták elnyomni azt. Kelet-Németországban a kormány képviselői elkobozták azon leveleket és magazinokat, amelyeket az UMI Walter Raédlernek, az interlingva helyi képviselőjének küldött. Csehszlovákiában Július Tomin fenyegető leveleket kapott, amikor kiadta első interlingváról szóló cikkét. Az üldözés ellenére ő lett a cseh interlingva-képviselő, tanította a nyelvet az iskolai rendszerben és kiadott számos könyvet és cikket.

### Az interlingva ma
Ma az interlingva iránti érdeklődés a tudományos körökből a nyilvánosság irányába ment. Egyének, kormányok és privát cégek használják az interlingvát tanulásra, utazásra, online kiadásra és a nyelvi határokon túli kommunikációra. Az interlingva nemzetközi szervezete az Union Mundial pro Interlingua, mely promotálja azt. Folyóiratokat és könyveket több nemzet saját interlingva szervezete is kiad, így például az amerikai Societate American pro Interlingua, a svéd Svenska Sällskapet för Interlingua és a brazil Union Brazilian pro Interlingua.

## Közösség
Nem tudjuk biztosan, hogy hány aktív ismerője van az interlingvának. Mindazonáltal az interlingva a legtöbb beszélővel rendelkező naturalista mesterséges nyelv.
Az interlingva egyik legnagyobb előnye, hogy a legszéleskörűbben megértett nemzetközi segédnyelv, amely naturalista (nem sematikus) nyelvtannal és szókinccsel rendelkezik, ezáltal a latin nyelvek és az angol iskolázott beszélői előzetes tanulás nélkül olvashatják és megérthetik.
Az interlingvának minden kontinensen vannak aktív beszélői, legfőképp Dél-Amerikában, Kelet- és Észak-Európában, abból is leginkább Skandináviában; továbbá Oroszországban és Ukrajnában. Afrikában az interlingva jelen van a Kongói Demokratikus Köztársaságban. Bőséges mennyiségű interlingva weboldal érhető el, többek között Wikipédia és Wikiszótár, továbbá számos folyóirat, például a Panorama in Interlingua, melyet az Union Mundial pro Interlingua (UMI) ad ki, és az ahhoz kapcsolódó nemzeti közösségek magazinjai. Számos interlingva nyelvű levelezőlista van, továbbá némely Usenet-csoportokban is használják az interlingvát, konkrétan például az europa.*-ban. Az interlingvát CD-ken, rádióban és televízióban is bemutatták. Az elmúlt években interlingva helyenként zenében és rajzfilmben is szerepelt.
Az interlingvát számos iskolában és egyetemen oktatják, más nyelvek gyors tanítása céljából, esetleg az interlingvisztika vagy a nemzetközi szókincs bemutatásául. Például a spanyolországi Granadai Egyetem rendelkezik interlingva képzéssel, a Centro de Formación Continua támogatásával.
Minden második évben az UMI megszervez egy interlingva találkozót, más-más országokban. A közbeeső évben a svéd interlingva közösség szervez egy saját konferenciát. Egyéb szervezetek, így például a brazil közösség is rendszeresen szerveznek összejöveteleket.

## Az interlingva betű- és hangrendszere
Az interlingva ábécé 26 betűből áll:
Alapjában véve a latin kiejtést használja. A magyartól eltérő hangok a következők:
- a – rövid á, mint a magyar palócok kiejtésében
- c – e, i, y előtt magyar c, máskor magyar k
- ch – e, i, y előtt általában magyar k, máskor általában s (az utóbbi ejtést a szótárak jelölik)
- ci – néhány szóban magyar c, de általában magyar ci (az ejtést a szótárak jelölik)
- e – rövid é, más szóval zárt e, magyarban csak nyelvjárásokban fordul elő
- g – általában magyar g, néhány szóban e, i, y előtt magyar zs
- gi – néhány szóban magyar zs, de általában magyar gi (az ejtést a szótárak jelölik)
- i – magánhangzók között és szó elején magyar j, máskor magyar i
- j – magyar zs
- ph – magyar f
- qu – magyar k és egy félhangzós u kapcsolata, néhány szóban k (csak magánhangzó előtt állhat)
- rh – magyar r
- s – magyar sz
- t – hangsúlytalan i + magánhangzó előtt, ha nem áll előtte s, t, x, akkor magyar c, máskor magyar t
- tch – magyar cs
- th – magyar t
- u – g, q, s és magánhangzók között hangsúlytalanul, valamint az au, eu kettőshangzókban félhangzós u, megegyezik az angol w ejtésével
- w – félhangzós u, megegyezik az angol w ejtésével
- y – magánhangzók között és szó elején magyar j, máskor magyar i

Megjegyzés: egyes angolszász forrásokban a j és néha a g hang kiejtését az angolhoz hasonlóan magyar dzs-vel adják meg, hasonlóan a c-hez, aminek az ottani megfelelője magyar sz.
A hangsúly:
- általában az utolsó mássalhangzó (ha az nem s vagy m) előtti magánhangzón;
- a többes szám nem befolyásolja a hangsúlyt;
- az -ic-, -id-, -ul- mindig hangsúlytalan;
- a -le, -ne, -re végű főnevek és melléknevek a hátulról számított harmadik szótagjukon hangsúlyosak;
- -issim, -esim, -ifer és -olog szóvégek esetén a hangsúly az első szótagra esik;
- az ettől eltérő hangsúlyt a szótárak ékezettel jelölik.

## Alaktan
A névelő:
- határozott: le
- határozatlan: un

A főnév:
- többes száma: -(e)s
- ragozása:
  - alany és tárgyeset azonos, a tárgy követi az igét
  - birtokos eset: de (de + le = del) elöljáróval
  - részeshatározó eset: a elöljáróval

A melléknév:
- általában a főnév után áll, kivéve: bon, alte, parve, grande, belle, breve, longe
- fokozása:
  - alapfok: tanto … como (olyan mint)
  - középfok: plus/minus … que
  - felsőfok: le plus/minus … de
  - rendhagyóak (a hangsúly ékezettel jelölve):

A határozószó:
- végződése: -(a)mente
- fokozása, mint a melléknévé, kivéve:

A névmások:
- Személyes névmás
  - alanyeset: io, tu, ille/illa/illo; nos, vos, illes/illas/illos
  - tárgyeset: me, te, le/la/lo; nos, vos, les/las/los
- Visszaható névmás: me, te, se; nos, vos, se
- Birtokos névmás:
  - jelzői: mi, tu, su; nostre, vostre, lor
  - önálló: mie, tue, sue; nostre, vostre, lore
- Mutató névmás: iste/ista/isto – ille/illa/illo
- Kérdő névmás: qui, que (kiejtésük: [ki], [ke])

A számnév:
- Tőszámnév: un, duo, tres, quatro, cinque, sex, septe, octo, novem, dece; vinti, trenta, cento
- Sorszámnevek:	prime, secunde, tertie, …, decime, …, vintesime, …

Az ige:
- Cselekvő ragozás:
  - főnévi igenév: -ar, -er, -ir
  - Jelen idejű melléknévi igenév: -ante, -ente, -iente
  - Múlt idejű melléknévi igenév: -ate, -ite, -ite
  - Jelen idő: -a, -e, -i
  - Múlt idő: -ava, -eva, -iva
  - Jövő idő: -ara, -era, -ira
  - Feltételes mód jelen idő: -area, -erea, -irea
  - Feltételes mód múlt idő: haberea + M. i. m. i.
  - Összetett múlt: ha + M. i. m. i.
  - Régmúlt: habeva + M. i. m. i.
  - Befejezett jövő: habera + M. i. m. i.
- Szenvedő ragozásban az esser ragozódik, a főige múlt idejű melléknévi igenévi alakba kerül.
- Rendhagyó ragozásúak: esser (es-), haber (ha-), vader (va-).

## Szókincs
Az interlingva szavakat bármely nyelvből átvehetik, ha létezésük bizonyított a hét ellenőrző nyelvben: spanyol, portugál, olasz, francia és angol, továbbá a másodlagosként szolgáló német és orosz. Ezek a leggyakoribb újlatin, germán és szláv nyelvek. Közeli kapcsolatuk miatt a spanyol és a portugál nyelvet egy egységként kezelik.A legnagyobb számban latin eredetű szavak találhatók az interlingvában, másodikként görög, míg harmadik leggyakrabban germán eredetűek. A szókincs további része szláv és nem nyugati nyelvekből való.

### Bekerülés
Egy szó akkor kerülhet be, ha bizonyítottan megtalálható a 4 fő ellenőrzőnyelv közül legalább háromban. Bármelyik másodlagos nyelv helyettesítheti. Minden indoeurópai eredetű, ellenőrzőnyelvben meglevő szó bekerülhet a szókincsbe. Néhány esetben a szóalak archaikus vagy potenciális jelenléte is lehetséges.
Egy szó akkor is jelenlevőnek minősülhet, ha valamely más formája megtalálható, de maga a szó nem. Így például az angol proximity (közelség) támogatja az interlingva proxime szót, mely közelit jelent. Ez egészen addig számít, ameddig legalább egy nyelv a négy ellenőrzőnyelvből rendelkezik a szótővel. 
A szavak nem kerülhetnek be kizárólagosan a hasonló szóalakok megléte miatt. Amennyiben jelentésük az idő folyamán változott, külön szónak tekintik. Ha azonban egy vagy több jelentésük közös, a szó még az interlingva része lehet - a jelentések ezen részhalmazával.
Amennyiben ez nem eredményez nemzetközi szót, a szót latinból veszik át.

## Fordítás
- Ez a szócikk részben vagy egészben  az   Interlingua című angol Wikipédia-szócikk fordításán alapul.  Az eredeti cikk szerkesztőit annak laptörténete sorolja fel. Ez a jelzés csupán a megfogalmazás eredetét és a szerzői jogokat jelzi, nem szolgál a cikkben szereplő információk forrásmegjelöléseként.